# Allantoina
L'allantoina è un composto chimico, un ureide, con formula bruta C4H6N4O3. È il prodotto finale dell'ossidazione dell'acido urico che viene in vivo catalizzata dagli enzimi urato ossidasi e 5-idrossiurato idrolasi. Viene prodotta tramite la via metabolica denominata catabolismo delle purine e, in alcune piante nella via metabolica che prende il nome di sintesi delle ureidi. Si trova anche oltre i 13000 ppm nelle foglie di Symphytum officinale; in concentrazioni molto inferiori nella corteccia di Aesculus hippocastanum, nelle foglie del caffè Coffea arabica e nei semi di soia, Glycine max. In queste ultime piante l'allantoina, insieme ad altre ureidi, rappresenta la via primaria di trasporto dell'azoto nell'organismo. Negli animali è rintracciabile nell'urina di quasi tutti i mammiferi esclusi i primati privi dell'enzima urato ossidasi. Viene normalmente prodotta per sintesi chimica con diversi processi: attraverso reazioni di ossidazione con permanganato dell'urea, o con reazioni ad alta temperatura dell'urea nell'acido dicloroacetico, o per condensazione dell'urea e dell'acido gliossilico. Nel prodotto di sintesi sono presenti entrambi gli enantiomeri, R e S, in concentrazioni analoghe.

## Effetti biologici
Nell'uomo è stato dimostrato formarsi dall'acido urico, per scissione non enzimatica mediata da radicali liberi quali il superossido. Secondo alcuni autori, la sua presenza dimostrerebbe ulteriormente la discussa capacità dell'acido urico di fungere da antiossidante alle normali concentrazioni nei tessuti umani. Quali siano però i suoi effetti cellulari non è noto.
Uno studio di alcuni anni fa ha provato la comparsa di allantoina plasmatica in pazienti sofferenti di malattia coronarica cronica, con inequivocabile coinvolgimento di stress ossidativo. Uno studio postumo, poi, ha provato che le sue concentrazioni cutanee sono maggiori nei pazienti affetti dalle sindromi autoimmuni vitiligine, malattia di Behcet e artrite reumatoide. Questo corrobora l'ipotesi originale del ruolo dei radicali liberi dell'ossigeno nella comparsa delle lesioni cutanee legate alle malattie. Ma informa pure che parte dello stress ossidativo potrebbe provenire proprio dall'asse xantina/xantina ossidasi, ossia dal metabolismo dell'acido urico.

## Utilizzo topico
L'allantoina ha trovato numerose applicazioni in medicina e in cosmetica. Riconosciuta dalla farmacopea statunitense (USP), europea (European Pharmacopoeia) e britannica (British Pharmacopoeial Codex) come agente dermatologico e vulnerario. La FDA la classifica come protettivo della pelle nei prodotti OTC con concentrazioni comprese tra lo 0,5% ed il 2%. Nella cosmesi è considerata cheratolitica e riepitelizzante, al pari dell'urea, anche se a causa della scarsa solubilità in acqua viene utilizzata a concentrazioni relativamente basse.
Vari studi suggeriscono che agisca promuovendo la proliferazione dei fibroblasti e la conseguente sintesi della matrice extracellulare.
Si ipotizza anche una blanda azione anti-infiammatoria o anti-irritante.
Il nome INCI con cui compare nei cosmetici è: ALLANTOIN. L'allantoina è considerata non tossica, non irritante e non allergenica; anche complessata con acido ascorbico, biotina, acido glicirretico e pantenolo risulta sicura come ingrediente cosmetico alle tipiche condizioni d'uso.